# تيم هيل
تيم هيل (بالإنجليزية: Tim Hill) هو سياسي أمريكي، ولد في 23 أغسطس 1936 في باترسون في الولايات المتحدة. حزبياً، نشط في الحزب الجمهوري. وقد انتخب عضو مجلس نواب واشنطن.